# Herbert Ohl
Herbert Ohl (* 26. August 1926 in Mannheim; † 1. März 2012 in Darmstadt) war ein deutscher Designer.

## Werdegang
Von 1947 bis 1949 studierte Ohl Malerei und Grafik an der Akademie der Bildenden Künste Karlsruhe. Das Diplom legte er 1952 in Architektur an der Fakultät von Karlsruhe ab. 
Er arbeitete dann bei Egon Eiermann bis 1954. Bis 1956 arbeitete Ohl als beauftragter Architekt des Universitätsklinikums in Saarbrücken, dann als freier Designer und Architekt in Ulm. Seit 1956 lehrte er zudem an der Hochschule für Gestaltung Ulm, ab 1959 war er Mitglied des Rektoratskollegiums. 1966 wurde er Rektor, als bereits bekannt war, dass die Geschwister-Scholl-Stiftung, Träger der Hochschule, stark verschuldet war. 1968 wurde der Lehrbetrieb in Ulm eingestellt und er zog nach Mailand, wo er zusammen mit dem italienischen Architekten Gino Valle die vollständige Renovierung des laRinascente Einkaufhauses entwarf.
Nach 1968 arbeitete Ohl als Sachverständiger und als Designer, unter anderem mit verschiedenen Studien zur Automobilsicherheit für Fiat. Zu seinen Kunden in Italien gehörten die Möbelfirmen Fantoni, für die er das modulare "Serie 45°" Bürosystem entwarf (das in die permanente Kollektion des MoMa in New York aufgenommen wurde), Brionvega, Arflex, für die er 1974 bis 1979 einen Sessel mit gespannten Netzen entwickelte, und Matteograssi. In Deutschland überarbeitete er 1982 den Arflex-Entwurf für Wilkhahn, der als „O-Linie“ ins Programm aufgenommen wurde. Weiter entwarf er 1982 für Rosenthal den Freischwingerstuhl Swing, der später von Lübke vertrieben wurde.
Von 1974 bis 1982 war Ohl Fachlicher Leiter des Rats für Formgebung. Von 1975 bis 1979 war er Mitglied des Boards des ICSID (International Council of Societies of Industrial Design). Von 1984 bis 1991 war er Professor für Automotive Design an der Hochschule Pforzheim und von 1988 Professor für Industrial Design an der University of Illinois in Chicago.